# Ballo dei diavoli

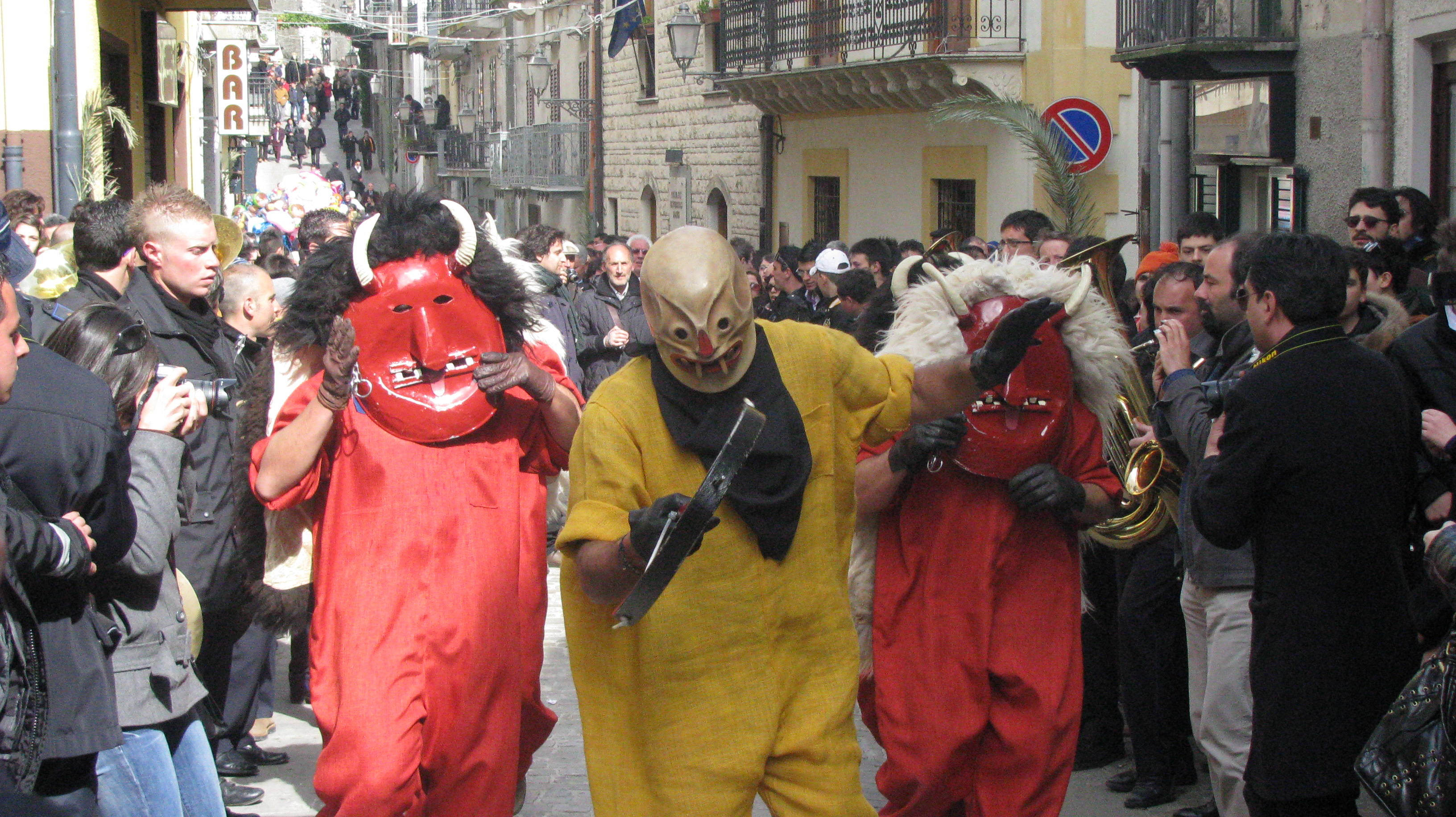
Diavoli e Morte il giorno di Pasqua

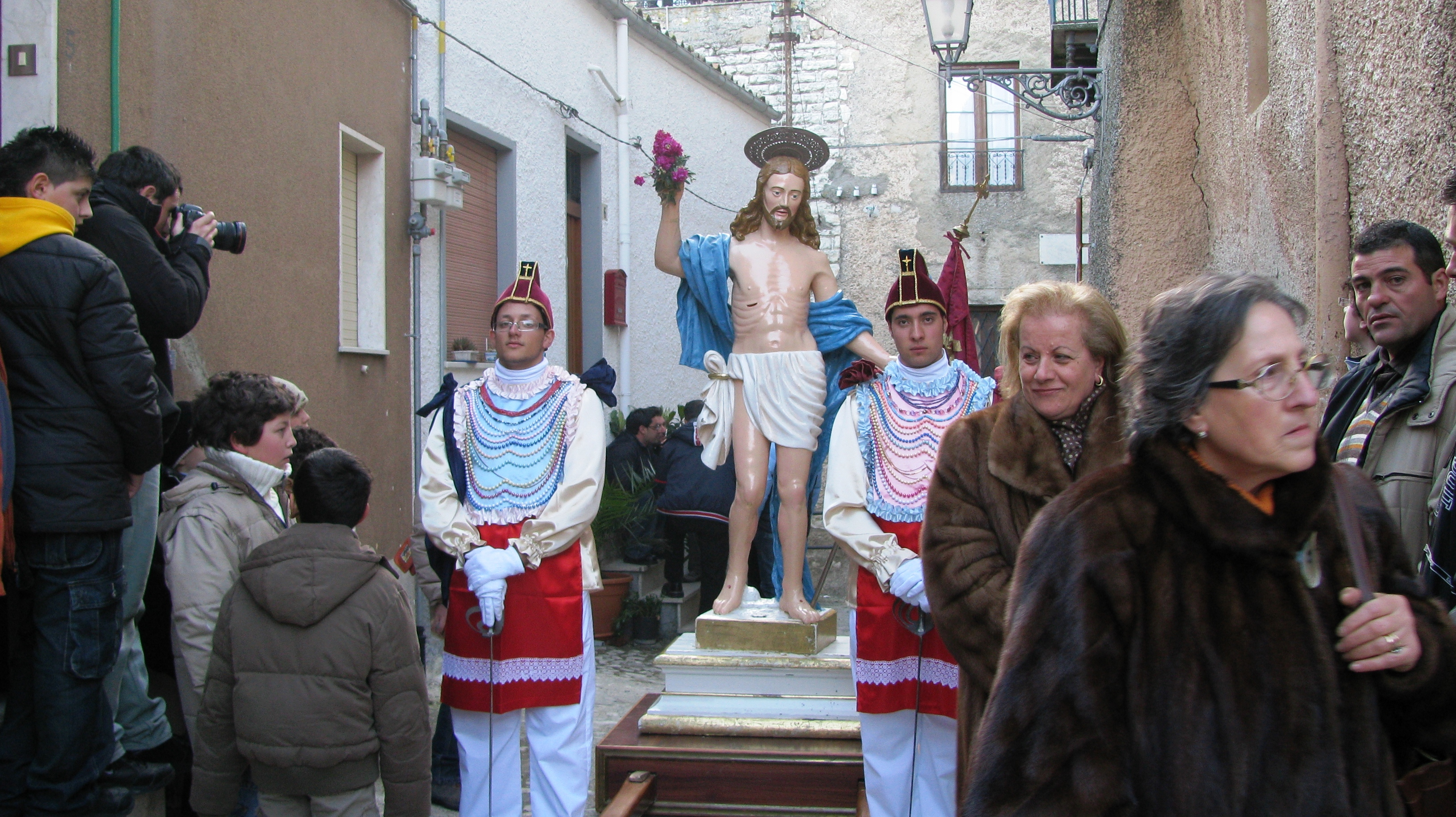
Angeli del giorno di pasqua a guardia del cristo risorto

Il Ballo dei diavoli (siciliano: U ballo di Diavuli) è una tradizione folcloristico-religiosa legata alle manifestazioni pasquali del comune di Prizzi, in provincia di Palermo.
Di presumibili origini medioevali, la manifestazione conserva evidenti tracce di celebrazioni pagane incentrate sul trionfo della vita e della rinascita della vegetazione agli inizi della primavera.
Sin dalla mattina del giorno di Pasqua due diavoli mascherati (vestiti di rosso) e la morte, vestita del tipico giallo ocra, si aggirano indisturbati per le strade del paese, facendo scherzi e trattenendo i passanti, che vengono rilasciati solo in cambio di un obolo (soldi o dolci).
Il culmine della manifestazione avviene il pomeriggio, quando i diavoli tentano di impedire l'incontro, nella piazza principale del paese, tra le statue del Cristo e della Madonna. Ad essi si oppongono gli angeli che scortano le statue: è questo contrasto, effettuato secondo precise movenze ritmiche, che viene chiamato il ballo dei diavoli.
Una volta sconfitti i diavoli, il Cristo risorto e la Madonna si possono finalmente incontrare (in sic. u 'ncontru) e il Bene trionfa sul Male.